# André Rieu
André Rieu   (Maastricht, 1 d'octubre de 1949) és un violinista, compositor i director d'orquestra neerlandès.
Estudià el violí al Conservatori d'Amsterdam, sent un dels seus professors Herman Krebbers, amb el qual ja com a professional ha enregistrat diversos CD.
Violinista de música clàssica, l'any 1987 va fundar l'Orquestra Johan Strauss, amb la qual va donar un toc diferent i personal a la música clàssica i a la posada en escena dels concerts, que inclouen disfresses, globus i jocs de llums multicolors. Per a popularitzar la música clàssica, i entrant en l'àmbit de la música lleugera, no dubta a barrejar temes de música popular com La Bamba amb, per exemple, simfonies de Beethoven. Aquesta orquestra va començar a tenir molt d'èxit a partir de 1995, en especial amb les versions de valsos.